# Libnotes subamatrix
Libnotes subamatrix är en tvåvingeart som först beskrevs av Alexander 1960.  Libnotes subamatrix ingår i släktet Libnotes och familjen småharkrankar. Inga underarter finns listade i Catalogue of Life.